# Бухты
Бухты́ (авар. Бухти)— село в Гунибском районе Дагестана. 
Образует сельское поселение село Бухты как единственный населённый пункт в его составе.

## География
Расположено 17 км к югу от районного центра с. Гуниб, на р. Мукар (бассейн р. Цамтичай).

## История
Бухты являлось центром сельского совета. Бухтынский сельсовет образован Постановлением ЦИК Дагестанской АССР от 16 июня 1926 года за счёт разукрупнения Кулинского сельсовета Лакского округа. В 1928 году сельсовет включён в Чародинский кантон, а с декабря 1928 года — в состав Гунибского района.
Постановлением Президиума ЦИК Дагестанской АССР от 26 января 1934 года к Бухтынскому сельсовету присоединено село Шангода (из Палисминского сельсовета Лакского района). Указом Президиума ВС Дагестанской АССР от 31 мая 1956 года к сельсовету присоединено село Шитлиб (из Мегебского сельсовета).
Согласно указу Президиума ВС Дагестанской АССР от 7 июня 1964 года села Шангода и Шитлиб выделены в самостоятельный Шангодинский сельсовет.
В 1990-е годы Бухтынский сельсовет преобразован в Бухтынскую сельскую администрацию.

## Население
| 1869  | 1888  | 1895  | 1926  | 1939  | 1970  | 1989  |
| ----- | ----- | ----- | ----- | ----- | ----- | ----- |
| 545   | ↗548  | ↗580  | ↗726  | ↗742  | ↘619  | ↗881  |
| 2000  | 2002  | 2010  | 2012  | 2013  | 2014  | 2015  |
| ↘668  | ↗1027 | ↘994  | ↗996  | ↗1008 | ↗1012 | ↗1018 |
| 2016  | 2017  | 2018  | 2019  | 2020  | 2021  | 2023  |
| ↗1021 | ↘1017 | ↗1023 | ↘1014 | ↗1015 | ↗1098 | ↘1096 |
| 2024  | 2025  |       |       |       |       |       |
| ↗1120 | ↗1126 |       |       |       |       |       |